# 미스터 아더
《미스터 아더》(Arthur)는 미국에서 제작된 스티브 고든 감독의 1981년 코미디, 멜로/로맨스 영화이다. 더들리 무어 등이 주연으로 출연하였고 로버트 그랜헛 등이 제작에 참여하였다. 크리스토퍼 크로스, Burt Bacharach, Carole Bayer Sager, Peter Allen이 작곡하고 크리스토퍼 크로스가 부른 타이틀 곡 Arthur's Theme (Best That You Can Do)는 아케데미 주제가상을 받았다.

## 출연

### 주연
- 더들리 무어
- 라이자 미넬리
- 존 길구드
- 제럴딘 피처럴드
- 질 아이켄베리
- 스티븐 엘리엇

### 조연
- 테드 로스
- 토머스 바보어
- 바니 마틴

## 기타
- 미술: 스티븐 헨드릭슨
- 의상: 제인 그린우드
- 배역: 줄리엣 테일러
- 배역: 하워드 퓨어
- 배역: 제레미 리저